# Kościół Najświętszego Serca Pana Jezusa w Raciborzu
Kościół Najświętszego Serca Pana Jezusa – kościół parafialny parafii Najświętszego Serca Pana Jezusa dzielnicy Nowe Zagrody w Raciborzu, wybudowany w latach 1934–1935 według projektu Otto Lindera ze Stuttgartu, konsekrowany 20 października 1935 r.

## Historia
Kościół wybudowano staraniem księdza Jerzego Schulza w latach 1934–1935 w formie rotundy z dużą kopułą. Fundusze na budowę kościoła pochodziły z kolekt i ofiar parafian z kościoła Wniebowzięcia Najświętszej Maryi Panny w Raciborzu, które zbierano przez kilka lat. 20 października 1935 roku metropolita wrocławski kardynał Adolf Bertram dokonał konsekracji świątyni. Półtora roku później jej pierwszym proboszczem został mianowany ksiądz Jan Post.
Działania wojenne spowodowały poważne zniszczenia kościoła. 29 marca 1945 roku kościół został poważnie uszkodzony, zostało zniszczone sklepienie, które odbudowano w latach 1947–1948. Ksiądz Jan Post w 1976 roku został przeniesiony na emeryturę, a jego miejsce zajął ksiądz Alojzy Jurczyk, który zarządzał parafią do swojej śmierci – lipiec 2005. W czasie ciężkiej choroby księdza proboszcza, od 2002 roku parafią zarządzał tzw. administrator. Funkcja ta sprawowana była najpierw przez księdza Piotra Sługockiego, a następnie przez księdza Adama Rogalskiego, którego 1 października 2005 roku biskup ordynariusz mianował proboszczem.
Przez blisko 30 lat dokonano wielu inwestycji, m.in. wyremontowano dach i elewację kościoła, ufundowano trzy nowe dzwony oraz 39-głosowe organy. W latach 1989–1991 wybudowano nowy dom parafialny, w którym katechizuje się dzieci i młodzież.

## Architektura
Kościół jest nieorientowany i wybudowany w formie ekspresjonistycznej rotundy z dużą kopułą, którą podtrzymuje 20 żelbetowych filarów. Od strony wschodniej kwadratowa wieża. Front budowli posiada trzy arkady wejściowe, nad którymi znajduje się rząd wąskich okien, natomiast elewacja posiada rzeźby dekoracyjne oraz rzeźby w wykonaniu Emila Sutora. Ołtarz półkolisty wykonany z czarnego marmuru, nad którym znajduje się figura ukrzyżowanego Chrystusa. Witraże pochodzą z lat 60. XX wieku i zostały odtworzone na podstawie przedwojennych wzorów.
Obiekt wpisano do rejestru zabytków 5 października 2020 (nr rej. A/707/2020).

## Galeria

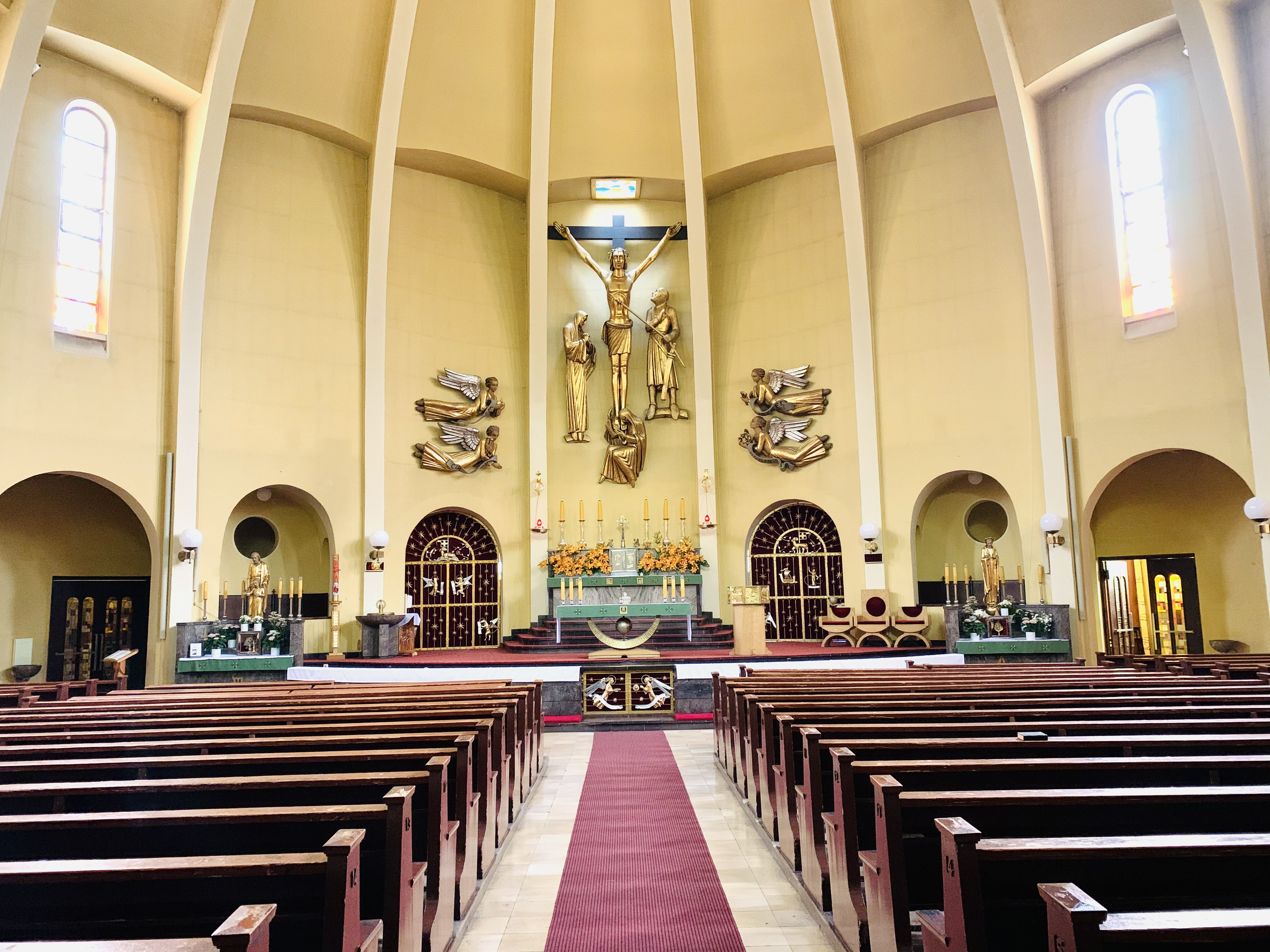
Nawa kościoła
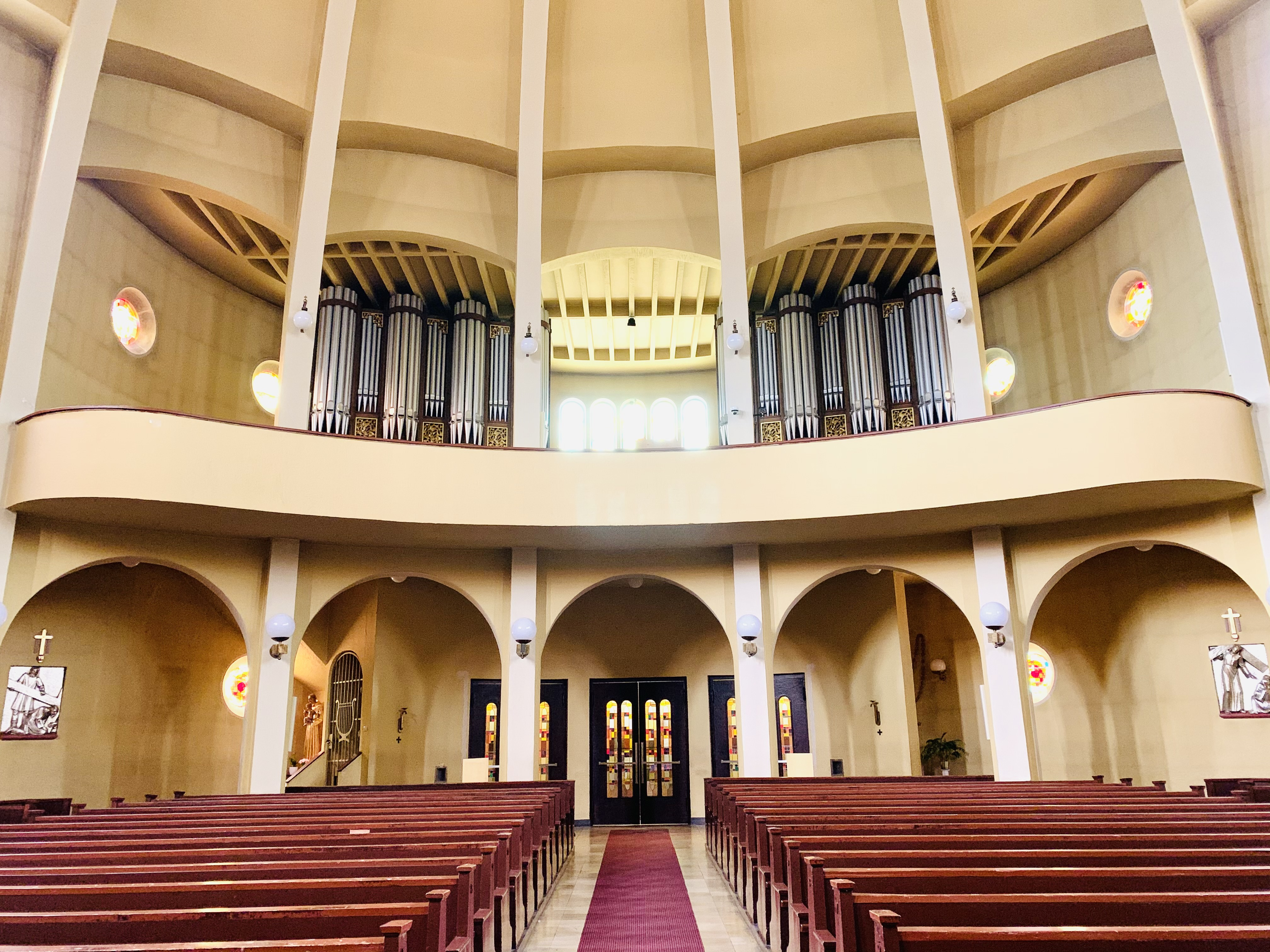
Chór
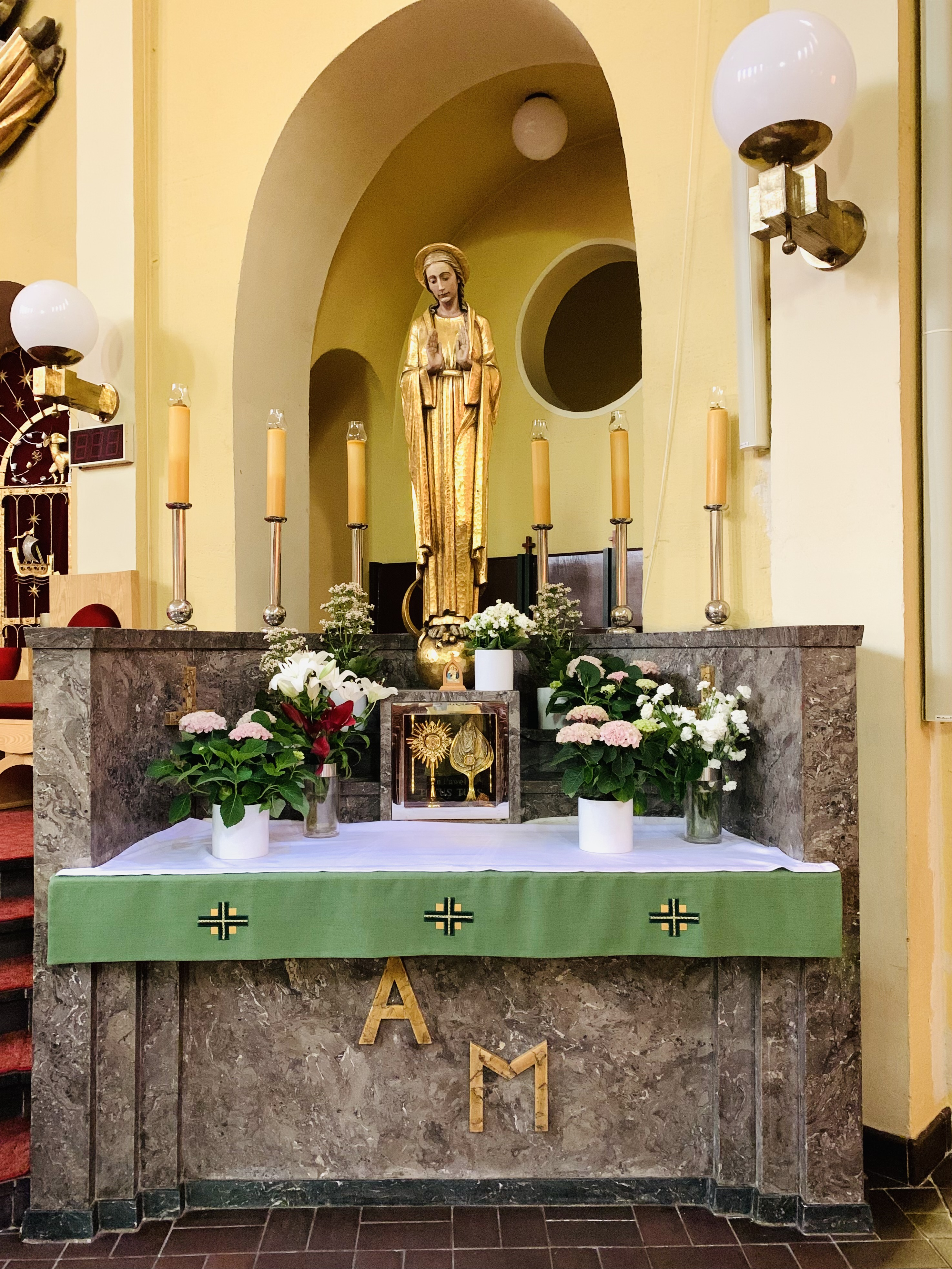
Ołtarz poświęcony Maryi